# Wanquetin
Wanquetin és un municipi francès situat al departament del Pas de Calais i a la regió dels Alts de França. L'any 2007 tenia 687 habitants.

## Demografia

### Població
El 2007 la població de fet de Wanquetin era de 687 persones. Hi havia 256 famílies de les quals 48 eren unipersonals (20 homes vivint sols i 28 dones vivint soles), 84 parelles sense fills, 104 parelles amb fills i 20 famílies monoparentals amb fills.
La població ha evolucionat segons el següent gràfic:
Habitants censats

### Habitatges
El 2007 hi havia 288 habitatges, 265 eren l'habitatge principal de la família, 2 eren segones residències i 21 estaven desocupats. 282 eren cases i 6 eren apartaments. Dels 265 habitatges principals, 237 estaven ocupats pels seus propietaris, 20 estaven llogats i ocupats pels llogaters i 8 estaven cedits a títol gratuït; 6 tenien dues cambres, 38 en tenien tres, 60 en tenien quatre i 161 en tenien cinc o més. 238 habitatges disposaven pel capbaix d'una plaça de pàrquing. A 114 habitatges hi havia un automòbil i a 127 n'hi havia dos o més.

### Piràmide de població
La piràmide de població per edats i sexe el 2009 era:
| Homes | Edats   | Dones |
| ----- | ------- | ----- |
| 0     | 95 o +  | 0     |
| 4     | 90 a 94 | 0     |
| 4     | 85 a 89 | 4     |
| 4     | 80 a 84 | 8     |
| 4     | 75 a 79 | 8     |
| 12    | 70 a 74 | 16    |
| 24    | 65 a 69 | 20    |
| 20    | 60 a 64 | 12    |
| 16    | 55 a 59 | 24    |
| 20    | 50 a 54 | 24    |
| 16    | 45 a 49 | 8     |
| 20    | 40 a 44 | 20    |
| 44    | 35 a 39 | 32    |
| 24    | 30 a 34 | 32    |
| 36    | 25 a 29 | 16    |
| 20    | 20 a 24 | 0     |
| 12    | 15 a 19 | 28    |
| 12    | 10 a 14 | 40    |
| 28    | 5 a 9   | 20    |
| 16    | 0 a 4   | 8     |

## Economia
El 2007 la població en edat de treballar era de 434 persones, 321 eren actives i 113 eren inactives. De les 321 persones actives 306 estaven ocupades (167 homes i 139 dones) i 15 estaven aturades (6 homes i 9 dones). De les 113 persones inactives 43 estaven jubilades, 29 estaven estudiant i 41 estaven classificades com a «altres inactius».

### Ingressos
El 2009 a Wanquetin hi havia 268 unitats fiscals que integraven 713 persones, la mediana anual d'ingressos fiscals per persona era de 19.436 €.

### Activitats econòmiques
Dels 22 establiments que hi havia el 2007, 1 era d'una empresa alimentària, 1 d'una empresa de fabricació d'altres productes industrials, 3 d'empreses de construcció, 4 d'empreses de comerç i reparació d'automòbils, 1 d'una empresa d'hostatgeria i restauració, 1 d'una empresa d'informació i comunicació, 1 d'una empresa financera, 4 d'empreses de serveis, 5 d'entitats de l'administració pública i 1 d'una empresa classificada com a «altres activitats de serveis».
Dels 4 establiments de servei als particulars que hi havia el 2009, 1 era una fusteria, 2 lampisteries i 1 saló de bellesa.
L'any 2000 a Wanquetin hi havia 11 explotacions agrícoles.

## Equipaments sanitaris i escolars
L'únic equipament sanitari que hi havia el 2009 era una farmàcia.
El 2009 hi havia una escola elemental integrada dins d'un grup escolar amb les comunes properes formant una escola dispersa.

## Poblacions més properes
El següent diagrama mostra les poblacions més properes.